# 1764
Il 1764 (MDCCLXIV in numeri romani) è un anno bisestile del XVIII secolo.

## Eventi
- Charles Messier scopre gli ammassi globulari M3, M9, M10, M12, M14, M18, M19, M21, M23, M24, M26, M27, M28, M29, M30, M39 e M40.

### Per luogo

#### Americhe
- 15 febbraio – Viene fondata la città americana di Saint Louis nello stato del Missouri.
- 9 novembre – Viene liberata Mary Campbell, fatta prigioniera degli indiani Lenape, durante la Guerra franco-indiana, e consegnata alle forze comandate dal colonnello Henry Bouquet.
- 16 novembre – In Québec, il Capo Pontiac, della tribù Ottawa, si arrende ai britannici.

#### Asia
- 23 ottobre – La Battaglia di Buxar è stata un'importante battaglia combattuta tra le forze sotto controllo della Compagnia Inglese delle Indie Orientali da un lato, e dalle armate combinate del Mir Kasim, del Nawab of Bengal, del Nawab of Awadh, guidate da Shah Alam II (Imperatore Mughal), dall'altro.

#### Europa
- 7 gennaio – Siculicidium: Il Massacro di Madéfalva (Transilvania, Regno di Ungheria) dove migliaia di innocenti persone dell'etnia Székely vengono massacrati dagli austriaci.
- 19 gennaio – John Wilkes viene espulso dalla United Kingdom House of Commons per aver pubblicato un libello sedizioso.
- 6 aprile – Il parlamento britannico approva la Sugar Act.
- 7 settembre – Stanisław August Poniatowski viene eletto re della Confederazione polacco-lituana.
- James Hargreaves inventa la filatrice meccanica.

### Eventi in sviluppo pluriennale
- War of the Regulation (1764-1771)

### Per argomento

#### Letteratura
- Pubblicazione del libro dell'illuminista Cesare Beccaria Dei delitti e delle pene.
- Voltaire pubblica il suo Dizionario filosofico.
- Luglio – Pietro Verri fonda la rivista Il Caffè, primo circolo dell'Illuminismo italiano.
- Horace Walpole pubblica Il castello di Otranto, considerato il primo romanzo della letteratura gotica.

#### Meteorologia
- 29 giugno – Un tornado del 5º livello colpisce Woldegk, in Germania.

#### Tecnologia e telecomunicazioni
- 21 giugno – Il periodico quotidiano in lingua inglese Quebec Gazette viene fondato a Quebec City, Québec, Canada. Alla data del 2005, è il più antico giornale sopravvissuto nell'America del Nord.

## Nati

### Gennaio
- 17 gennaio - Maria Carolina di Savoia, principessa († 1782)
- 18 gennaio - Charles Alain de Rohan, nobile francese († 1836)
- 22 gennaio - Ignazio Michelotti, ingegnere e architetto italiano († 1846)
- 24 gennaio - Étienne-Jean-François Borderies, vescovo cattolico, teologo e letterato francese († 1832)
- 28 gennaio - George Gordon, nobile scozzese († 1791)
- 29 gennaio - Marino Carafa di Belvedere, cardinale italiano († 1830)
- 29 gennaio - Gurdon Saltonstall Mumford, politico statunitense († 1831)
- 30 gennaio - Alessandro Maggiori, collezionista d'arte, scrittore e critico d'arte italiano († 1834)
- 31 gennaio - Domenico Scinà, fisico e storico italiano († 1837)

### Febbraio
- 3 febbraio - Ludovico Baille, storico e bibliotecario italiano († 1839)
- 6 febbraio - Simone Évrard, rivoluzionaria francese († 1824)
- 8 febbraio - Giovanni Amoretti, incisore italiano († 1849)
- 8 febbraio - Rudolf Cederström, ammiraglio svedese († 1833)
- 8 febbraio - Carlo Giuseppe Perrone di San Martino, nobile italiano († 1836)
- 10 febbraio - Luigi Schiavonetti, incisore italiano († 1810)
- 11 febbraio - Carl Constantin Christian Haberle, botanico, meteorologo e farmacologo austriaco († 1832)
- 14 febbraio - Domenico Vantini, architetto e pittore italiano († 1821)
- 15 febbraio - Jens Baggesen, poeta danese († 1826)
- 18 febbraio - Frantz Hohlenberg, ingegnere e militare danese († 1804)
- 18 febbraio - Otto Berend von Möller, ammiraglio russo († 1848)
- 28 febbraio - Luisa Sanfelice, nobildonna italiana († 1800)

### Marzo
- 4 marzo - Paolo Balsamo, abate, agronomo e economista italiano († 1816)
- 5 marzo - Heinrich Grenser, tedesco († 1813)
- 6 marzo - Vincenzo Tommaso Pirattoni, vescovo cattolico italiano († 1839)
- 8 marzo - Carlo Andrea Pozzo di Borgo, diplomatico e politico italiano († 1842)
- 12 marzo - Charles Philip Yorke, politico e ammiraglio britannico († 1834)
- 13 marzo - Charles Grey, II conte Grey, nobile e politico britannico († 1845)
- 13 marzo - Candida Lena Perpenti, medica, botanica e biologa italiana († 1846)
- 14 marzo - Giuseppe Taverna, educatore e religioso italiano († 1850)
- 17 marzo - William Pinkney, politico e diplomatico statunitense († 1822)
- 17 marzo - Stefano Sanvitale, politico e filantropo italiano († 1838)
- 18 marzo - Francesco Maria Pandolfi Alberici, cardinale italiano († 1835)
- 21 marzo - Paku Alam I, sovrano indonesiano († 1829)
- 21 marzo - Giuseppe Benedetto Tornielli, politico italiano († 1846)
- 24 marzo - Charles Bretagne Marie de La Trémoille, militare francese († 1839)
- 25 marzo - Vasilij Aleksandrovič Paškov, nobile e politico russo († 1838)
- 28 marzo - Nikolaj Petrovič Rezanov, politico e esploratore russo († 1807)
- 29 marzo - Bartolomeo Carrea, scultore italiano († 1839)

### Aprile
- 1º aprile - Barbara Krafft, pittrice austriaca († 1825)
- 1º aprile - Benjamin Outram, ingegnere britannico († 1805)
- 1º aprile - Honoré Riouffe, politico francese († 1813)
- 3 aprile - John Abernethy, anatomista e chirurgo britannico († 1831)
- 3 aprile - Franz Carl Mertens, botanico tedesco († 1831)
- 8 aprile - Sophie de Condorcet, scrittrice e traduttrice francese († 1823)
- 11 aprile - François Topino-Lebrun, pittore e rivoluzionario francese († 1801)
- 13 aprile - Laurent de Gouvion-Saint-Cyr, generale francese († 1830)
- 13 aprile - Giacomo Guardi, pittore italiano († 1835)
- 14 aprile - Giuseppe Pietro Bagetti, pittore e architetto italiano († 1831)
- 14 aprile - Firmin Didot, incisore francese († 1836)
- 15 aprile - Bonifacio Frigerio, politico italiano († 1838)
- 18 aprile - Ivan Michajlovič Dolgorukov, politico, poeta e drammaturgo russo († 1823)
- 20 aprile - Rudolph Ackermann, inventore e editore tedesco († 1834)
- 20 aprile - Jacob Radcliff, politico statunitense († 1844)
- 26 aprile - Joseph-Jacques Ramée, architetto francese († 1842)
- 27 aprile - Johann Friedrich Cotta, editore e politico tedesco († 1832)
- 29 aprile - Martin-Guillaume Biennais, orafo francese († 1843)
- 30 aprile - Luigi Ademollo, pittore italiano († 1849)

### Maggio
- 1º maggio - Benjamin Latrobe, architetto e progettista britannico († 1820)
- 2 maggio - Friedrich von Gentz, politico e diplomatico prussiano († 1832)
- 3 maggio - Johann Wilhelm Meigen, entomologo tedesco († 1845)
- 3 maggio - Elisabetta di Borbone-Francia, nobildonna francese († 1794)
- 5 maggio - Robert Craufurd, militare britannico († 1812)
- 6 maggio - Carlo Bosellini, economista e giurista italiano († 1827)
- 13 maggio - Alain Joseph Dordelin, ammiraglio francese († 1836)
- 15 maggio - Claude Basire, politico francese († 1794)
- 15 maggio - Leonardo Correr, ammiraglio italiano († 1807)
- 17 maggio - Dmitrij Aleksandrovič Zubov, ufficiale russo († 1836)
- 18 maggio - Pietro Fancelli, pittore e scenografo italiano († 1850)
- 20 maggio - Michele Bassi, politico italiano († 1819)
- 20 maggio - Johann Gottfried Schadow, scultore tedesco († 1850)
- 26 maggio - Edward Livingston, giurista, statistico e politico statunitense († 1836)
- 26 maggio - Leopold Trattinnick, botanico e micologo austriaco († 1849)
- 29 maggio - Jean-Henri Levasseur, violoncellista e compositore francese († 1826)
- 30 maggio - Dmitrij L'vovič Naryškin, nobile russo († 1838)
- 30 maggio - Alessandro Pellizzaroli-Vecellio, politico e diplomatico italiano († 1851)

### Giugno
- 5 giugno - Georg Friedrich Hildebrandt, chimico, anatomista e farmacista tedesco († 1816)
- 19 giugno - José Gervasio Artigas, militare e politico uruguaiano († 1850)
- 19 giugno - John Barrow, scrittore e esploratore inglese († 1848)
- 21 giugno - William Sidney Smith, ammiraglio inglese († 1840)
- 22 giugno - François-Étienne Damas, generale francese († 1828)
- 23 giugno - Gabriel-Marie Legouvé, drammaturgo francese († 1812)
- 29 giugno - Maximilian von Merveldt, generale e diplomatico austriaco († 1815)

### Luglio
- 3 luglio - Guglielmina Federica di Württemberg, duca († 1817)
- 4 luglio - Antonio Gonzales, organista e compositore italiano († 1830)
- 5 luglio - János Lavotta, compositore ungherese († 1820)
- 5 luglio - Daniel Mendoza, pugile inglese († 1836)
- 9 luglio - Louis-Pierre Baltard, architetto e incisore francese († 1846)
- 9 luglio - Esteban Agustín Gascón, politico e giudice argentino († 1824)
- 9 luglio - Ann Radcliffe, scrittrice britannica († 1823)
- 11 luglio - Belisario Cristaldi, cardinale italiano († 1831)
- 12 luglio - Francesco Luigi Fanzago, medico italiano († 1836)
- 12 luglio - Charles Thévenin, pittore francese († 1838)
- 13 luglio - Stanislao Sanseverino, cardinale italiano († 1826)
- 18 luglio - Antonio Caccianino, matematico e ingegnere italiano († 1838)
- 19 luglio - Juan José Castelli, rivoluzionario e politico argentino († 1812)
- 19 luglio - Christoph Mrongovius, scrittore, filosofo e linguista polacco († 1855)
- 22 luglio - Paolino Caliari, pittore italiano († 1835)
- 25 luglio - Giacomo Asinari di Bernezzo, militare italiano († 1837)
- 27 luglio - John Thelwall, giornalista e poeta britannico († 1834)

### Agosto
- 1º agosto - Ann Willing, politica statunitense († 1801)
- 7 agosto - Elihu Palmer, scrittore statunitense († 1806)
- 13 agosto - Louis Baraguey d'Hilliers, generale francese († 1813)
- 14 agosto - John Dubois, vescovo cattolico francese († 1842)
- 15 agosto - Giuseppe Gaetano Rignon, politico italiano († 1837)
- 16 agosto - Filippo Cammarano, commediografo e attore teatrale italiano († 1842)
- 17 agosto - Éloi Labarre, architetto francese († 1833)
- 20 agosto - Samuel Latham Mitchill, medico, naturalista e politico statunitense († 1831)
- 21 agosto - Gebhard Johan Achaz von Alvensleben, librettista e drammaturgo tedesco († 1840)
- 21 agosto - Bernhard Galura, vescovo cattolico tedesco († 1856)
- 22 agosto - Joseph Abel, pittore tedesco († 1818)
- 22 agosto - Charles Percier, architetto francese († 1838)
- 26 agosto - Nicola Onorati, religioso e agronomo italiano († 1822)
- 27 agosto - Agostino Lippi, fantino italiano († 1818)
- 28 agosto - Sarah Child, nobildonna inglese († 1793)
- 28 agosto - Marie-Joseph Chénier, poeta, drammaturgo e politico francese († 1811)
- 31 agosto - Johan August Sandels, militare e politico svedese († 1831)

### Settembre
- 2 settembre - Georg Ludwig Hartig, botanico tedesco († 1837)
- 7 settembre - Pierre Lorillard II, imprenditore statunitense († 1843)
- 11 settembre - Valentino Fioravanti, compositore italiano († 1837)
- 15 settembre - Paolo Francesco Parenti, compositore italiano († 1821)
- 17 settembre - Carlo Emanuele Alfieri di Sostegno, militare e diplomatico italiano († 1844)
- 17 settembre - John Goodricke, astronomo inglese († 1786)
- 17 settembre - Berek Joselewicz, militare polacco († 1809)
- 18 settembre - Mauro Gandolfi, pittore italiano († 1834)
- 22 settembre - Carl Fredrik Fallén, botanico, entomologo e compositore svedese († 1830)
- 24 settembre - Joseph Marie Dessaix, generale francese († 1834)
- 25 settembre - Fletcher Christian, ufficiale inglese († 1793)
- 27 settembre - Girolamo Arganini, architetto italiano († 1839)

### Ottobre
- 6 ottobre - Johann Gottfried Ebel, scrittore e geologo svizzero († 1830)
- 6 ottobre - Carlos Frederico Lecor, generale e politico portoghese († 1836)
- 13 ottobre - Luisa di Stolberg-Gedern, principessa († 1828)
- 20 ottobre - Francesco Canali, cardinale e arcivescovo cattolico italiano († 1835)
- 20 ottobre - Antonio Maria De Luca, patriota e presbitero italiano († 1828)
- 21 ottobre - Charles Alten, generale tedesco († 1840)
- 23 ottobre - Gabriele Manthoné, generale e patriota italiano († 1799)
- 24 ottobre - Dorothea Schlegel, scrittrice e traduttrice tedesca († 1839)
- 28 ottobre - Luca de Samuele Cagnazzi, politico e scienziato italiano († 1852)
- 29 ottobre - Jean Baptiste Gridaine, presbitero francese († 1833)

### Novembre
- 2 novembre - Benedetto Cappelletti, cardinale e vescovo cattolico italiano († 1834)
- 4 novembre - Philippe-François-Joseph Le Bas, politico francese († 1794)
- 10 novembre - Lorenzo Crico, presbitero italiano († 1835)
- 10 novembre - Andrés Manuel del Río, scienziato, chimico e geologo messicano († 1849)
- 17 novembre - Return Jonathan Meigs, politico e militare statunitense († 1825)
- 22 novembre - Barbara von Krüdener, mistica e scrittrice tedesca († 1824)
- 23 novembre - Louis Lemoine, generale francese († 1842)
- 29 novembre - Percy Jocelyn, vescovo anglicano irlandese († 1843)
- 30 novembre - Abraham Girardet, incisore e disegnatore svizzero († 1823)
- 30 novembre - Franz Xaver Gerl, compositore e basso austriaco († 1827)

### Dicembre
- 3 dicembre - Augusta di Brunswick-Wolfenbüttel, principessa († 1788)
- 3 dicembre - Mary Lamb, scrittrice inglese († 1847)
- 4 dicembre - Richard Bingham, politico irlandese († 1839)
- 5 dicembre - Philipp Karl Buttmann, filologo classico tedesco († 1829)
- 5 dicembre - Charles Duncombe, I barone Feversham, politico inglese († 1841)
- 7 dicembre - Claude-Victor Perrin, generale francese († 1841)
- 7 dicembre - Pierre Prévost, pittore francese († 1823)
- 9 dicembre - Charles Lennox, IV duca di Richmond, nobile, politico e militare britannico († 1819)
- 21 dicembre - Henri-François Delaborde, generale francese († 1833)
- 21 dicembre - Andrea Mazzarella, poeta, avvocato e patriota italiano († 1823)
- 22 dicembre - Matteo Correale, militare italiano († 1836)
- 22 dicembre - Pedro Inguanzo Rivero, cardinale e arcivescovo cattolico spagnolo († 1836)
- 24 dicembre - Heinrich Gustav Flörke, botanico tedesco († 1835)
- 24 dicembre - Giovan Battista Martinetti, architetto e ingegnere svizzero († 1830)
- 25 dicembre - Ferdinand August von Spiegel, arcivescovo cattolico tedesco († 1835)

### Senza giorno specificato
- Nicasio Álvarez de Cienfuegos, poeta spagnolo († 1809)
- Antoine Ansiaux, pittore francese († 1840)
- Krikor Amira Balyan, architetto ottomano († 1831)
- Luigi Barilli, cantante italiano († 1824)
- John Bellenden Ker Gawler, botanico britannico († 1842)
- Adamo Bianchi, tenore italiano († 1836)
- Ferdinando Bonazzi, organista italiano († 1845)
- Luigi Cheluzzi, avvocato e diplomatico italiano († 1822)
- Isaac Cruikshank, illustratore britannico († 1811)
- Anna Vittoria Dolara, monaca cristiana, pittrice e poetessa italiana († 1827)
- Francis Drake, diplomatico inglese († 1821)
- André-Frédéric Eler, compositore, docente e musicologo francese († 1821)
- Vincenzo Fabrizi, compositore italiano
- Vincenzo Federici, compositore italiano († 1826)
- Pierre-Jean Garat, cantante francese († 1823)
- Charles Howard Hodges, pittore e incisore inglese († 1837)
- Friedrich Jacobs, filologo classico tedesco († 1847)
- Johann Georg Klinger, artigiano tedesco († 1806)
- Pëtr Petrovič Konovnicyn, nobile e generale russo († 1822)
- Julia Lubomirska, nobildonna polacca († 1794)
- Alexander Mackenzie, esploratore britannico († 1820)
- George Martin, ammiraglio britannico († 1847)
- John Mawe, mineralogista inglese († 1829)
- Niccolò Moretti, compositore e organista italiano († 1821)
- Giuseppina Quaglia Borghese, pittrice italiana († 1831)
- Juan Ramírez Orozco, militare spagnolo († 1852)
- Mathias Sommerhielm, politico norvegese († 1827)
- Josiah Tattnall, politico e generale statunitense († 1803)
- Teofilo III di Alessandria, arcivescovo ortodosso greco († 1833)
- Tomkyns Hilgrove Turner, militare e archeologo britannico († 1843)
- Mikiel Anton Vassalli, linguista, scrittore e editore maltese († 1829)
- Joachim von Dehn, matematico tedesco († 1816)
- Gustav Hugo, giurista tedesco († 1844)

## Morti

### Gennaio
- 5 gennaio - Giuseppe Suzzi, matematico e religioso italiano (n. 1701)
- 8 gennaio - James Murray, II duca di Atholl, nobile scozzese (n. 1690)
- 14 gennaio - Giuseppe Alessandro Furietti, cardinale, letterato e archeologo italiano (n. 1684)
- 18 gennaio - Samuel Troilius, religioso svedese (n. 1706)
- 21 gennaio - Adrian Wetter, politico e mercante svizzero (n. 1694)

### Febbraio
- 6 febbraio - Agatino Maria Reggio Statella, arcivescovo cattolico italiano (n. 1712)
- 10 febbraio - Antonio Giuseppe Bossi, stuccatore italiano (n. 1699)
- 14 febbraio - Alessandro Borgia, arcivescovo cattolico e storico italiano (n. 1682)
- 25 febbraio - Yves-Marie André, filosofo francese (n. 1675)
- 27 febbraio - Carlo Maria Borio di Tigliole, diplomatico e giurista italiano (n. 1681)

### Marzo
- 6 marzo - Philip Yorke, I conte di Hardwicke, politico inglese (n. 1690)
- 7 marzo - Ottavio Antonio Bayardi, religioso, scrittore e vescovo cattolico italiano (n. 1694)
- 11 marzo - Charles Levens, compositore francese (n. 1689)
- 12 marzo - Charles Townshend, III visconte Townshend, nobile e politico inglese (n. 1700)
- 15 marzo - George Cholmondeley, visconte Malpas, nobile e politico inglese (n. 1724)
- 16 marzo - Fryderyk August Rutowski, generale e nobile polacco (n. 1702)
- 17 marzo - William Oliver, medico e filantropo britannico (n. 1695)
- 25 marzo - Michail Michajlovič Golicyn, ammiraglio e diplomatico russo (n. 1684)
- 30 marzo - Pietro Antonio Locatelli, compositore e violinista italiano (n. 1695)

### Aprile
- 3 aprile - Anton Lazzaro Moro, presbitero e naturalista italiano (n. 1687)
- 9 aprile - Marco Benefial, pittore italiano (n. 1684)
- 13 aprile - Nicola Fiorenza, compositore e violinista italiano
- 15 aprile - Madame de Pompadour, nobile francese (n. 1721)
- 17 aprile - Johann Mattheson, compositore tedesco (n. 1681)
- 27 aprile - Jaime Casellas, compositore spagnolo (n. 1690)
- 28 aprile - Franz Xaver Feuchtmayer, stuccatore tedesco (n. 1698)

### Maggio
- 3 maggio - Francesco Algarotti, scrittore, saggista e collezionista d'arte italiano (n. 1712)
- 10 maggio - Christian Friedrich Henrici, poeta e librettista tedesco (n. 1700)
- 14 maggio - Giuseppe Palazzotto, architetto italiano (n. 1702)
- 18 maggio - Carlo II Federico di Montmorency-Luxembourg, nobile e generale francese (n. 1702)
- 23 maggio - Giovanni Battista de' Rossi, presbitero italiano (n. 1698)
- 26 maggio - Peter Josef von Kofler, magistrato e politico austriaco (n. 1700)

### Giugno
- 2 giugno - Giovanni Giacinto Sbaraglia, francescano e storico italiano (n. 1687)
- 7 giugno - Sofia Carolina di Brandeburgo-Kulmbach, principessa tedesca (n. 1705)

### Luglio
- 4 luglio - Antonio Morillo Galletti, presbitero italiano (n. 1717)
- 7 luglio - William Pulteney, politico britannico (n. 1684)
- 16 luglio - Ivan VI di Russia, sovrano russo (n. 1740)
- 19 luglio - François de Fitz-James, vescovo cattolico e teologo francese (n. 1709)

### Agosto
- 3 agosto - Mary Godolphin, nobildonna inglese (n. 1723)
- 5 agosto - Giovanni Battista Peregrini Albrici, vescovo cattolico italiano (n. 1711)
- 8 agosto - Jean-Joseph Balechou, incisore e pittore francese (n. 1715)
- 8 agosto - Johann Philipp Harrach, generale e diplomatico austriaco (n. 1678)
- 17 agosto - Michail Ivanovič Daškov, diplomatico russo (n. 1736)
- 22 agosto - Marc-Pierre de Voyer de Paulmy d'Argenson, politico francese (n. 1696)

### Settembre
- 1º settembre - Sebastiano Conca, pittore italiano (n. 1680)
- 2 settembre - Nathaniel Bliss, astronomo e religioso britannico (n. 1700)
- 12 settembre - Jean-Philippe Rameau, compositore, clavicembalista e organista francese (n. 1683)
- 13 settembre - Giovanni Domenico Barbieri, architetto svizzero (n. 1704)
- 14 settembre - Alberto Pezzi, imprenditore italiano (n. 1692)
- 16 settembre - Francesco Giosea di Sassonia-Coburgo-Saalfeld, duca (n. 1697)

### Ottobre
- 2 ottobre - William Cavendish, IV duca di Devonshire, nobile e politico britannico (n. 1720)
- 4 ottobre - Jean François de La Clue-Sabran, ammiraglio francese (n. 1696)
- 10 ottobre - Giovanni Scalfarotto, architetto italiano (n. 1672)
- 13 ottobre - Cosimo Imperiali, cardinale italiano (n. 1685)
- 23 ottobre - Pierre-Charles Roy, librettista francese (n. 1683)
- 26 ottobre - William Hogarth, pittore e incisore inglese (n. 1697)
- 27 ottobre - Leopoldo d'Assia-Darmstadt, nobile tedesco (n. 1708)

### Novembre
- 20 novembre - Christian Goldbach, matematico tedesco (n. 1690)
- 27 novembre - Aleksandr Aleksandrovič Menšikov, nobile e ufficiale russo (n. 1714)

### Dicembre
- 3 dicembre - Giovanni Battista Sacchetti, architetto italiano (n. 1690)
- 6 dicembre - Filippo Sforza Cesarini, IV principe di Genzano, principe italiano (n. 1727)
- 12 dicembre - Johann Philipp Breyne, botanico, paleontologo e zoologo tedesco (n. 1680)
- 20 dicembre - Erik Pontoppidan, teologo, zoologo e vescovo luterano danese (n. 1698)
- 22 dicembre - László Amade, poeta ungherese (n. 1703)
- 26 dicembre - Benito Jerónimo Feijoo, saggista e religioso spagnolo (n. 1676)

### Senza giorno specificato
- Vincenzo Baroncini, scultore italiano
- Giuseppe Bianchini, scrittore e storico italiano (n. 1704)
- Hans Adolph Brorson, scrittore danese (n. 1694)
- Antonio Canevari, architetto italiano (n. 1681)
- Semën Ivanovič Čeljuskin, esploratore e navigatore russo (n. 1700)
- Charles Churchill, scrittore britannico (n. 1731)
- Domenico Dall'Oglio, violinista e compositore italiano
- Lorenzo De Castro, compositore italiano (n. 1677)
- Saverio Del Giudice, storico italiano (n. 1684)
- Jonathan Eybeschutz, rabbino polacco (n. 1690)
- Philipp Hafner, commediografo austriaco (n. 1735)
- Peder Horrebow, astronomo danese (n. 1679)
- Jane Fenn Hoskens, scrittrice statunitense (n. 1694)
- Tommaso Laghi, anatomista e fisiologo italiano (n. 1709)
- Serviliano Latuada, presbitero, scrittore e storico italiano (n. 1704)
- Jean-Marie Leclair, violinista e compositore francese (n. 1697)
- Nicolas Magens, imprenditore tedesco (n. 1697)
- Stepan Gavrilovič Malygin, esploratore russo
- Giovanni Marchelli, matematico e gesuita italiano (n. 1713)
- Pier Paolo Molinelli, chirurgo italiano (n. 1702)
- Andrea Pacini, cantante, compositore e religioso italiano (n. 1690)
- Francesco Pagano, scultore italiano (n. 1695)
- Giovanni Francesco Pivati, scrittore italiano (n. 1689)
- José Quer y Martínez, medico e botanico spagnolo (n. 1695)
- Carlo Antonio Testore, liutaio italiano (n. 1688)
- Alfonso Torreggiani, architetto italiano (n. 1682)
- Giuseppe Antonio Tosi, pittore italiano (n. 1671)
- Nicolas Pierre Tourte, liutaio e archettaio francese
- Giuseppe Valeriano Vannetti, scrittore e letterato italiano (n. 1719)
- Karl Jakob Weber, ingegnere, architetto e archeologo svizzero (n. 1712)
- Petrus Wesseling, filologo e bibliotecario tedesco (n. 1692)
- Francesco Zucchi, incisore italiano (n. 1692)

## Calendario
| Calendario 1764 | Calendario 1764 | Calendario 1764 | Calendario 1764 | Calendario 1764 | Calendario 1764 | Calendario 1764 | Calendario 1764 | Calendario 1764 | Calendario 1764 | Calendario 1764 | Calendario 1764 | Calendario 1764 | Calendario 1764 | Calendario 1764 | Calendario 1764 | Calendario 1764 | Calendario 1764 | Calendario 1764 | Calendario 1764 | Calendario 1764 | Calendario 1764 | Calendario 1764 | Calendario 1764 | Calendario 1764 | Calendario 1764 | Calendario 1764 | Calendario 1764 | Calendario 1764 | Calendario 1764 | Calendario 1764 | Calendario 1764 | Calendario 1764 |
| --------------- | --------------- | --------------- | --------------- | --------------- | --------------- | --------------- | --------------- | --------------- | --------------- | --------------- | --------------- | --------------- | --------------- | --------------- | --------------- | --------------- | --------------- | --------------- | --------------- | --------------- | --------------- | --------------- | --------------- | --------------- | --------------- | --------------- | --------------- | --------------- | --------------- | --------------- | --------------- | --------------- |
|                 | 1               | 2               | 3               | 4               | 5               | 6               | 7               | 8               | 9               | 10              | 11              | 12              | 13              | 14              | 15              | 16              | 17              | 18              | 19              | 20              | 21              | 22              | 23              | 24              | 25              | 26              | 27              | 28              | 29              | 30              | 31              |                 |
| Gennaio         | Do              | Lu              | Ma              | Me              | Gi              | Ve              | Sa              | Do              | Lu              | Ma              | Me              | Gi              | Ve              | Sa              | Do              | Lu              | Ma              | Me              | Gi              | Ve              | Sa              | Do              | Lu              | Ma              | Me              | Gi              | Ve              | Sa              | Do              | Lu              | Ma              |                 |
| Febbraio        | Me              | Gi              | Ve              | Sa              | Do              | Lu              | Ma              | Me              | Gi              | Ve              | Sa              | Do              | Lu              | Ma              | Me              | Gi              | Ve              | Sa              | Do              | Lu              | Ma              | Me              | Gi              | Ve              | Sa              | Do              | Lu              | Ma              | Me              |                 |                 |                 |
| Marzo           | Gi              | Ve              | Sa              | Do              | Lu              | Ma              | Me              | Gi              | Ve              | Sa              | Do              | Lu              | Ma              | Me              | Gi              | Ve              | Sa              | Do              | Lu              | Ma              | Me              | Gi              | Ve              | Sa              | Do              | Lu              | Ma              | Me              | Gi              | Ve              | Sa              |                 |
| Aprile          | Do              | Lu              | Ma              | Me              | Gi              | Ve              | Sa              | Do              | Lu              | Ma              | Me              | Gi              | Ve              | Sa              | Do              | Lu              | Ma              | Me              | Gi              | Ve              | Sa              | Do              | Lu              | Ma              | Me              | Gi              | Ve              | Sa              | Do              | Lu              |                 |                 |
| Maggio          | Ma              | Me              | Gi              | Ve              | Sa              | Do              | Lu              | Ma              | Me              | Gi              | Ve              | Sa              | Do              | Lu              | Ma              | Me              | Gi              | Ve              | Sa              | Do              | Lu              | Ma              | Me              | Gi              | Ve              | Sa              | Do              | Lu              | Ma              | Me              | Gi              |                 |
| Giugno          | Ve              | Sa              | Do              | Lu              | Ma              | Me              | Gi              | Ve              | Sa              | Do              | Lu              | Ma              | Me              | Gi              | Ve              | Sa              | Do              | Lu              | Ma              | Me              | Gi              | Ve              | Sa              | Do              | Lu              | Ma              | Me              | Gi              | Ve              | Sa              |                 |                 |
| Luglio          | Do              | Lu              | Ma              | Me              | Gi              | Ve              | Sa              | Do              | Lu              | Ma              | Me              | Gi              | Ve              | Sa              | Do              | Lu              | Ma              | Me              | Gi              | Ve              | Sa              | Do              | Lu              | Ma              | Me              | Gi              | Ve              | Sa              | Do              | Lu              | Ma              |                 |
| Agosto          | Me              | Gi              | Ve              | Sa              | Do              | Lu              | Ma              | Me              | Gi              | Ve              | Sa              | Do              | Lu              | Ma              | Me              | Gi              | Ve              | Sa              | Do              | Lu              | Ma              | Me              | Gi              | Ve              | Sa              | Do              | Lu              | Ma              | Me              | Gi              | Ve              |                 |
| Settembre       | Sa              | Do              | Lu              | Ma              | Me              | Gi              | Ve              | Sa              | Do              | Lu              | Ma              | Me              | Gi              | Ve              | Sa              | Do              | Lu              | Ma              | Me              | Gi              | Ve              | Sa              | Do              | Lu              | Ma              | Me              | Gi              | Ve              | Sa              | Do              |                 |                 |
| Ottobre         | Lu              | Ma              | Me              | Gi              | Ve              | Sa              | Do              | Lu              | Ma              | Me              | Gi              | Ve              | Sa              | Do              | Lu              | Ma              | Me              | Gi              | Ve              | Sa              | Do              | Lu              | Ma              | Me              | Gi              | Ve              | Sa              | Do              | Lu              | Ma              | Me              |                 |
| Novembre        | Gi              | Ve              | Sa              | Do              | Lu              | Ma              | Me              | Gi              | Ve              | Sa              | Do              | Lu              | Ma              | Me              | Gi              | Ve              | Sa              | Do              | Lu              | Ma              | Me              | Gi              | Ve              | Sa              | Do              | Lu              | Ma              | Me              | Gi              | Ve              |                 |                 |
| Dicembre        | Sa              | Do              | Lu              | Ma              | Me              | Gi              | Ve              | Sa              | Do              | Lu              | Ma              | Me              | Gi              | Ve              | Sa              | Do              | Lu              | Ma              | Me              | Gi              | Ve              | Sa              | Do              | Lu              | Ma              | Me              | Gi              | Ve              | Sa              | Do              | Lu              |                 |